# Дэвис, Виола
Вио́ла Дэ́вис (англ. Viola Davis; род. 11 августа 1965, Сент-Мэттьюс, Южная Каролина, США) — американская актриса и продюсер. Одна из 19 артистов, удостоенных титула «EGOT» (премий «Оскар», «Эмми», «Грэмми» и «Тони»).
Наиболее известная благодаря выступлениям в театре, Дэвис выиграла свои первые премии «Тони» и «Драма Деск» в 2001 году за роль второго плана в пьесе «Король Хедли II». В 2004 году она выиграла свою вторую награду «Драма Деск» за роль в пьесе «Нижнее бельё». В 2010 году она вновь была удостоена премии «Тони» за главную роль в пьесе «Ограды».
На экране Дэвис достигла первой известности благодаря ролям в телесериалах «Закон и порядок: Специальный корпус» и «Такая разная Тара», а в 2008 году получила номинации на премии «Оскар» и «Золотой глобус» в категории «Лучшая женская роль второго плана» за своё 11-минутное появление в фильме «Сомнение». В 2011 году за свою роль в фильме «Прислуга» она получила номинации на «Оскар», «Золотой глобус» и BAFTA в категории «Лучшая женская роль». В 2012 году журнал Time внёс Дэвис в список самых влиятельных людей мира. С 2014 года Дэвис исполняет ведущую роль в сериале Шонды Раймс «Как избежать наказания за убийство», за который она получила премию «Эмми» за лучшую женскую роль в драматическом сериале (став тем самым первой темнокожей актрисой, выигравшей награду в данной категории) и Премию Гильдии киноактёров США, а также номинацию на «Золотой глобус». В 2017 году стала обладательницей множества наград, в том числе и «Оскара» за роль Роуз Максон в фильме «Ограды», став одной из немногих артистов, выигравших премии «Тони» и «Оскар» за исполнение роли одного и того же персонажа. В 2021 году была номинирована на эту кинопремию за роль Ма Рейни в фильме «Ма Рейни: Мать блюза», став первой темнокожей актрисой, получившей четыре номинации на «Оскар»).

## Биография
Виола Дэвис родилась на ферме своей бабушки в Сэнт-Мэттьюсе, штат Южная Каролина, и была пятой из шестерых детей. Её отец, Дэн Дэвис, был дрессировщиком лошадей. Мать, Мэри Элис, работала домохозяйкой и горничной. Через несколько месяцев после рождения Виолы семья переехала в Род-Айленд.
В 1988 году будущая актриса окончила колледж Rhode Island College, а в 2002 году она получила почётную докторскую степень в области изобразительного искусства. После этого она поступила в Джульярдскую школу, в которой проучилась четыре года. Уже в подростковом возрасте талант актрисы был признан директором школы Young People’s School for the Performing Arts Бернардом Мастерсоном.
Дэвис достигла первых успехов ещё в театре, когда в 2001 году она была удостоена премий «Тони» и «Драма Деск» за свою роль в пьесе «Король Хедли II».
На большом экране она появилась в таких фильмах, как «Траффик» (2000), «Кейт и Лео» (2001), «Паранойя» (2007), «Ночи в Роданте» (2008) и некоторых других. За роль в фильме «Сомнение» (2008) была номинирована на премии «Оскар» и «Золотой глобус». 30 июня 2009 года Дэвис стала одним из членов Академии кинематографических искусств и наук. В июне 2010 года Дэвис вновь с успехом выступала в театре, за что она была удостоена второй премии «Тони» за роль в пьесе «Ограды». Занималась озвучиванием документальных фильмов в качестве рассказчицы и дублировала небольшие роли в мультфильме «Чико и Рита»,номинированном на премию «Гойя».
В августе 2011 года Виола получила ключевую роль в драме «Прислуга», принёсшей ей наибольшую известность. Её перевоплощение в Эйбилин Кларк, чернокожей женщины, прислуживающей в доме белых, было высоко оценено критиками и принесло ей номинации на премии «Оскар», «Золотой глобус» и BAFTA. Выиграв Премию Гильдии киноактёров США, актриса также являлась главной претенденткой на получение «Оскара», однако уступила Мерил Стрип, получившей третью статуэтку за роль Маргарет Тэтчер в фильме «Железная леди».
В 2014 году Шонда Раймс пригласила Дэвис на главную роль в свой новый сериал «Как избежать наказания за убийство».
В 2017 году получила «Оскар» в номинации «Лучшая женская роль второго плана» за фильм «Ограды».

## Личная жизнь
С 23 июня 2003 года Дэвис замужем за актёром Джулиусом Тенноном. В октябре 2011 года пара удочерила 15-месячную девочку — Дженезис (род. 10 октября 2010).

## Фильмография
| Год       |     | Русское название                               | Оригинальное название                               | Роль                       |
| --------- | --- | ---------------------------------------------- | --------------------------------------------------- | -------------------------- |
| 1996      | с   | Полиция Нью-Йорка                              | NYPD Blue                                           | Женщина                    |
| 1998      | с   | Полицейские под прикрытием                     | New York Undercover                                 | миссис Стэплтон            |
| 1998      | тф  | Войны Пентагона                                | The Pentagon Wars                                   | сержант Фэннинг            |
| 1998      | тф  | История Грейс и Глори                          | Grace & Glorie                                      | Роузмари Олбрайт           |
| 2000      | ф   | Траффик                                        | Traffic                                             | социальный работник        |
| 2000      | с   | Справедливая Эми                               | Judging Amy                                         | Селеста                    |
| 2000      | с   | Городские ангелы                               | City of Angels                                      | медсестра Линнетт Пилир    |
| 2001      | тф  | Эми и Изабель                                  | Amy & Isabelle                                      | Дотти                      |
| 2001      | с   | Провиденс                                      | Providence                                          | доктор Элеанор Уайс        |
| 2001      | с   | Третья смена                                   | Third Watch                                         | Марго Родригес             |
| 2001      | ф   | А вот и доктор                                 | The Shrink Is In                                    | Робин                      |
| 2001      | ф   | Кейт и Лео                                     | Kate & Leopold                                      | сотрудник полиции          |
| 2002      | ф   | Вдали от рая                                   | Far from Heaven                                     | Сибил                      |
| 2002      | ф   | История Антуана Фишера                         | Antwone Fisher                                      | Эва Мэй                    |
| 2002      | ф   | Солярис                                        | Solaris                                             | Гордон                     |
| 2002      | с   | Закон и порядок: Преступное намерение          | Law & Order: Criminal Intent                        | Терри Рэндольф             |
| 2002      | с   | Женская бригада                                | The Division                                        | доктор Джорджия Дэвис      |
| 2002      | с   | C.S.I.: Место преступления                     | CSI: Crime Scene Investigation                      | адвокат Кэмпбелл           |
| 2003      | с   | Таксист                                        | Hack                                                | Стиви Морган               |
| 2003      | с   | Практика                                       | The Practice                                        | Эйша Креншоу               |
| 2004      | с   | Город будущего                                 | Century City                                        | Ханна Крэйн                |
| 2005      | с   | Предел                                         | Threshold                                           | Виктория Росси             |
| 2005      | ф   | Разбогатей или умри                            | Get Rich or Die Tryin                               | бабушка                    |
| 2005      | ф   | Сириана                                        | Syriana                                             | сотрудница ЦРУ             |
| 2006      | ф   | Архитектор                                     | The Architect                                       | Тоня Нили                  |
| 2006      | ф   | Башни-близнецы                                 | World Trade Center                                  | мать в госпитале           |
| 2006      | с   | Без следа                                      | Without a Trace                                     | Одри Уильямс               |
| 2006      | тф  | Жизнь не сказка                                | Life Is Not a Fairytale: The Fantasia Barrino Story | Дайан Баррино              |
| 2007      | с   | Пропавший                                      | Traveler                                            | агент Джан Марлоу          |
| 2007      | ф   | Паранойя                                       | Disturbia                                           | детектив Паркер            |
| 2008      | ф   | Ночи в Роданте                                 | Nights in Rodanthe                                  | Джин                       |
| 2008      | ф   | Сомнение                                       | Doubt                                               | миссис Миллер              |
| 2008      | с   | Братья и сёстры                                | Brothers & Sisters                                  | Эллен Шнайдер              |
| 2008      | тф  | Штамм «Андромеда»                              | The Andromeda Strain                                | доктор Шарлин Бартон       |
| 2009      | с   | Такая разная Тара                              | United States of Tara                               | Линда П. Фрэйзер           |
| 2009      | ф   | Мэдея в тюрьме                                 | Madea Goes to Jail                                  | Эллен                      |
| 2009      | ф   | Большая игра                                   | State of Play                                       | доктор Джудит Франклин     |
| 2009      | ф   | Законопослушный гражданин                      | Law Abiding Citizen                                 | мэр Эйприл Генри           |
| 2010      | ф   | Рыцарь дня                                     | Knight and Day                                      | директор Джордж            |
| 2010      | ф   | Ешь, молись, люби                              | Eat, Pray, Love                                     | Делия                      |
| 2010      | ф   | Это очень забавная история                     | It’s Kind of a Funny Story                          | доктор Минерва             |
| 2010      | ф   | Доверие                                        | Trust                                               | Гэйл Фридман               |
| 2011      | ф   | Прислуга                                       | The Help                                            | Эйбилин Кларк              |
| 2011      | ф   | Жутко громко и запредельно близко              | Extremely Loud and Incredibly Close                 | Эбби Блэк                  |
| 2011      | кор | Печать зла                                     | Touch of Evil                                       | мстительная медсестра      |
| 2013      | ф   | Прекрасные создания                            | Beautiful Creatures                                 | Эмма                       |
| 2013      | ф   | Пленницы                                       | Prisoners                                           | Нэнси Бирч                 |
| 2013      | ф   | Игра Эндера                                    | Ender's Game                                        | майор Гвен Андерсон        |
| 2014      | ф   | Исчезновение Элеанор Ригби                     | The Disappearance of Eleanor Rigby                  | профессор Лилиан Фридман   |
| 2014—2020 | с   | Как избежать наказания за убийство             | How to Get Away with Murder                         | Профессор Аннализа Киттинг |
| 2015      | ф   | Кибер                                          | Blackhat                                            | Кэрол Барретт              |
| 2015      | ф   | Лила и Ева                                     | Lila & Eve                                          | Лила                       |
| 2016      | ф   | Отряд самоубийц                                | Suicide Squad                                       | Аманда Уоллер              |
| 2016      | ф   | Ограды                                         | Fences                                              | Роуз Макссон               |
| 2018      | ф   | Вдовы                                          | Widows                                              | Вероника Роулин            |
| 2018      | с   | Скандал                                        | Scandal                                             | Аннализа Киттинг           |
| 2020      | ф   | Ма Рейни: Мать блюза                           | Ma Rainey's Black Bottom                            | Ма Рейни                   |
| 2021      | ф   | Отряд самоубийц: Миссия навылет                | The Suicide Squad                                   | Аманда Уоллер              |
| 2021      | ф   | Непрощённая                                    | The Unforgivable                                    | Лиз Ингрэм                 |
| 2022      | с   | Миротворец                                     | Peacemaker                                          | Аманда Уоллер              |
| 2022      | с   | Первая леди                                    | The First Lady                                      | Мишель Обама               |
| 2022      | ф   | Королева-воин                                  | The Woman King                                      | Наниска                    |
| 2022      | ф   | Чёрный Адам                                    | Black Adam                                          | Аманда Уоллер              |
| 2023      | ф   | Air: Большой прыжок                            | Air                                                 | Делорис Джордан            |
| 2023      | ф   | Голодные игры: Баллада о змеях и певчих птицах | The Ballad of Songbirds and Snakes                  | доктор Волумния Галл       |
| 2024      | мф  | Кунг-фу панда 4                                | Kung Fu Panda 4                                     | Хамелеонша                 |
| 2024      | мс  | Монстры-коммандос                              | Creature Commandos                                  | Аманда Уоллер              |
| 2025      | ф   | Большая двадцатка                              | G20                                                 | президент Саттон           |

## Награды и номинации
Полный список наград и номинаций на сайте IMDb.
| Награды и номинации            | Награды и номинации | Награды и номинации                                     | Награды и номинации                | Награды и номинации |
| Награда                        | Год                 | Категория                                               | Работа                             | Результат           |
| ------------------------------ | ------------------- | ------------------------------------------------------- | ---------------------------------- | ------------------- |
| Оскар                          | 2009                | Лучшая женская роль второго плана                       | Сомнение                           | Номинация           |
| Оскар                          | 2012                | Лучшая женская роль                                     | Прислуга                           | Номинация           |
| Оскар                          | 2017                | Лучшая женская роль второго плана                       | Ограды                             | Победа              |
| Оскар                          | 2021                | Лучшая женская роль                                     | Ма Рейни: Мать блюза               | Номинация           |
| BAFTA                          | 2012                | Лучшая женская роль                                     | Прислуга                           | Номинация           |
| BAFTA                          | 2017                | Лучшая женская роль второго плана                       | Ограды                             | Победа              |
| BAFTA                          | 2018                | Лучшая женская роль                                     | Вдовы                              | Номинация           |
| BAFTA                          | 2023                | Лучшая женская роль                                     | Королева-воин                      | Номинация           |
| Золотой глобус                 | 2009                | Лучшая женская роль второго плана                       | Сомнение                           | Номинация           |
| Золотой глобус                 | 2012                | Лучшая женская роль — драма                             | Прислуга                           | Номинация           |
| Золотой глобус                 | 2015                | Лучшая женская роль в телевизионном сериале — драма     | Как избежать наказания за убийство | Номинация           |
| Золотой глобус                 | 2016                | Лучшая женская роль в телевизионном сериале — драма     | Как избежать наказания за убийство | Номинация           |
| Золотой глобус                 | 2017                | Лучшая женская роль второго плана                       | Ограды                             | Победа              |
| Золотой глобус                 | 2021                | Лучшая женская роль — драма                             | Ма Рейни: Мать блюза               | Номинация           |
| Эмми                           | 2015                | Лучшая женская роль в драматическом телесериале         | Как избежать наказания за убийство | Победа              |
| Эмми                           | 2016                | Лучшая женская роль в драматическом телесериале         | Как избежать наказания за убийство | Номинация           |
| Эмми                           | 2017                | Лучшая женская роль в драматическом телесериале         | Как избежать наказания за убийство | Номинация           |
| Эмми                           | 2018                | Лучшая приглашённая актриса в драматическом телесериале | Скандал                            | Номинация           |
| Эмми                           | 2019                | Лучшая женская роль в драматическом телесериале         | Как избежать наказания за убийство | Номинация           |
| Премия Гильдии киноактёров США | 2009                | Лучшая женская роль второго плана                       | Сомнение                           | Номинация           |
| Премия Гильдии киноактёров США | 2009                | Лучший актёрский состав в игровом кино                  | Сомнение                           | Номинация           |
| Премия Гильдии киноактёров США | 2012                | Лучшая женская роль                                     | Прислуга                           | Победа              |
| Премия Гильдии киноактёров США | 2012                | Лучший актёрский состав в игровом кино                  | Прислуга                           | Победа              |
| Премия Гильдии киноактёров США | 2015                | Лучшая женская роль в драматическом сериале             | Как избежать наказания за убийство | Победа              |
| Премия Гильдии киноактёров США | 2016                | Лучшая женская роль в драматическом сериале             | Как избежать наказания за убийство | Победа              |
| Премия Гильдии киноактёров США | 2017                | Лучшая женская роль второго плана                       | Ограды                             | Победа              |
| Премия Гильдии киноактёров США | 2017                | Лучший актёрский состав в игровом кино                  | Ограды                             | Номинация           |
| Премия Гильдии киноактёров США | 2021                | Лучшая женская роль                                     | Ма Рейни: Мать блюза               | Победа              |
| Премия Гильдии киноактёров США | 2021                | Лучший актёрский состав в игровом кино                  | Ма Рейни: Мать блюза               | Номинация           |
| Тони                           | 1996                | Лучшая женская роль второго плана в пьесе               | Семь гитар                         | Номинация           |
| Тони                           | 2001                | Лучшая женская роль в пьесе                             | Король Хедли II                    | Победа              |
| Тони                           | 2010                | Лучшая женская роль в пьесе                             | Ограды                             | Победа              |